# نوریس گراهان
نوریس گراهان (انگلیسی: Norris Graham; ۲۵ ژانویهٔ ۱۹۰۶ – ۹ ژوئیهٔ ۱۹۸۰) قایقران روئینگ اهل ایالات متحده آمریکا بود.